# هرم (جنس)
الهَرْمَ (الاسم العلمي Tetraena)، جنس نباتات مزهرة من فصيلة القديسية. مواطنه شبه الجزيرة العربية وغرب جزر الكناري وجنوب جنوب أفريقيا وشرق الصين.